# Stir di Casalduni
Lo Stir di Casalduni acrostico di Stabilimenti di Tritovagliatura ed Imballaggio Rifiuti è un impianto di trattamento dei rifiuti solidi urbani in Casalduni nella Provincia di Benevento.

## Descrizione
L'impianto attualmente tratta circa 320 tonnellate di rifiuti al giorno, per lo più di provenienza partenopea destinati al termovalorizzatore di Acerra, in aggiunta è compatibile anche in materia di rifiuti organici.
Sono in corso di realizzazione un impianto di digestione anaerobica d una nuova fossa di biostabilizzazione. Il primo si è reso necessario dopo la promulgazione della legge 1/2011 secondo la quale i 7 Stir campani devono essere dotati di tali impianti. Per tale motivo il presidente della Regione Campania Stefano Caldoro ha nominato un commissario ad hoc per monitorare la corretta esecuzione dei lavori.
La fossa di biostabilizzazione, invece, ha creato non pochi problemi istituzionali tra Comune e la “Samte”, la società appaltatrice dei lavori e tra Comune e Provincia che ha appaltato i lavori, a causa di una presunta fuoriuscita di liquidi durante le prove di lavorazione; pertanto il cantiere è attualmente sospeso.

### Emerografia
- ”Il Mattino di Benevento”, 15 febbraio 2011, Stir Casalduni, la gestione resta affidata alla Samte.